# Zahnstocher

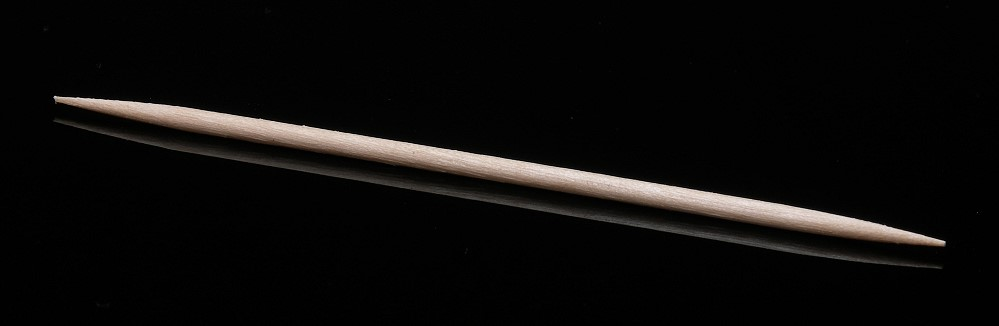
Zahnstocher aus Holz

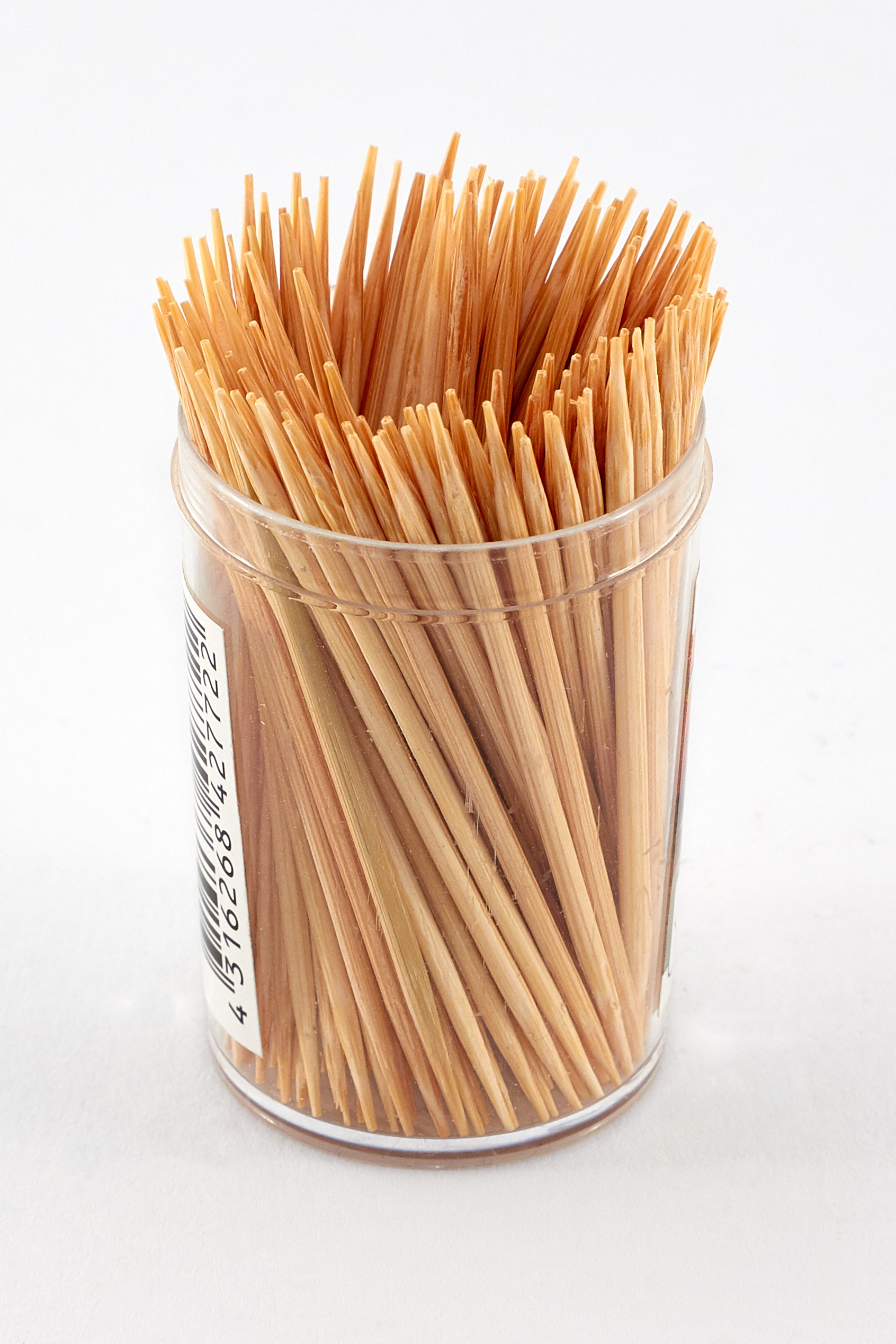
Zahnstocher aus Holz in handelsüblicher Kunststoffdosen-Verpackung

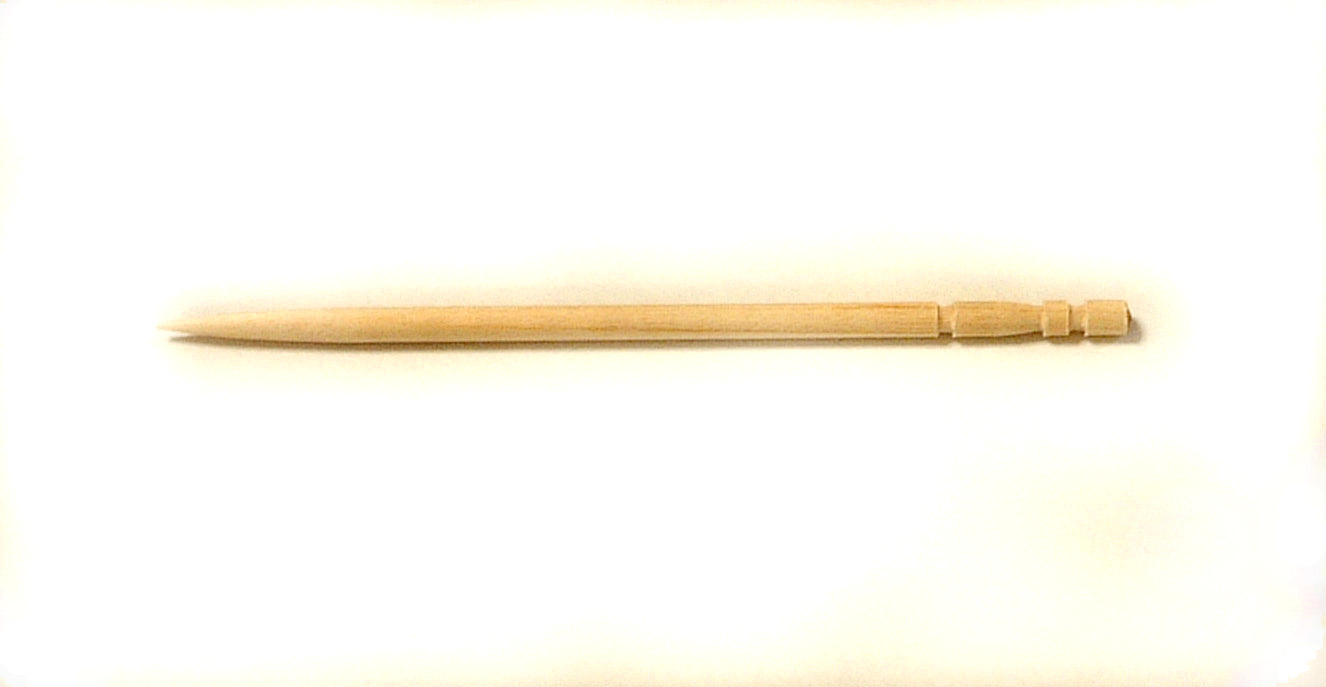
Zahnstocher aus Holz im „japanischen Stil“ 爪楊枝 (Tsumayōji)

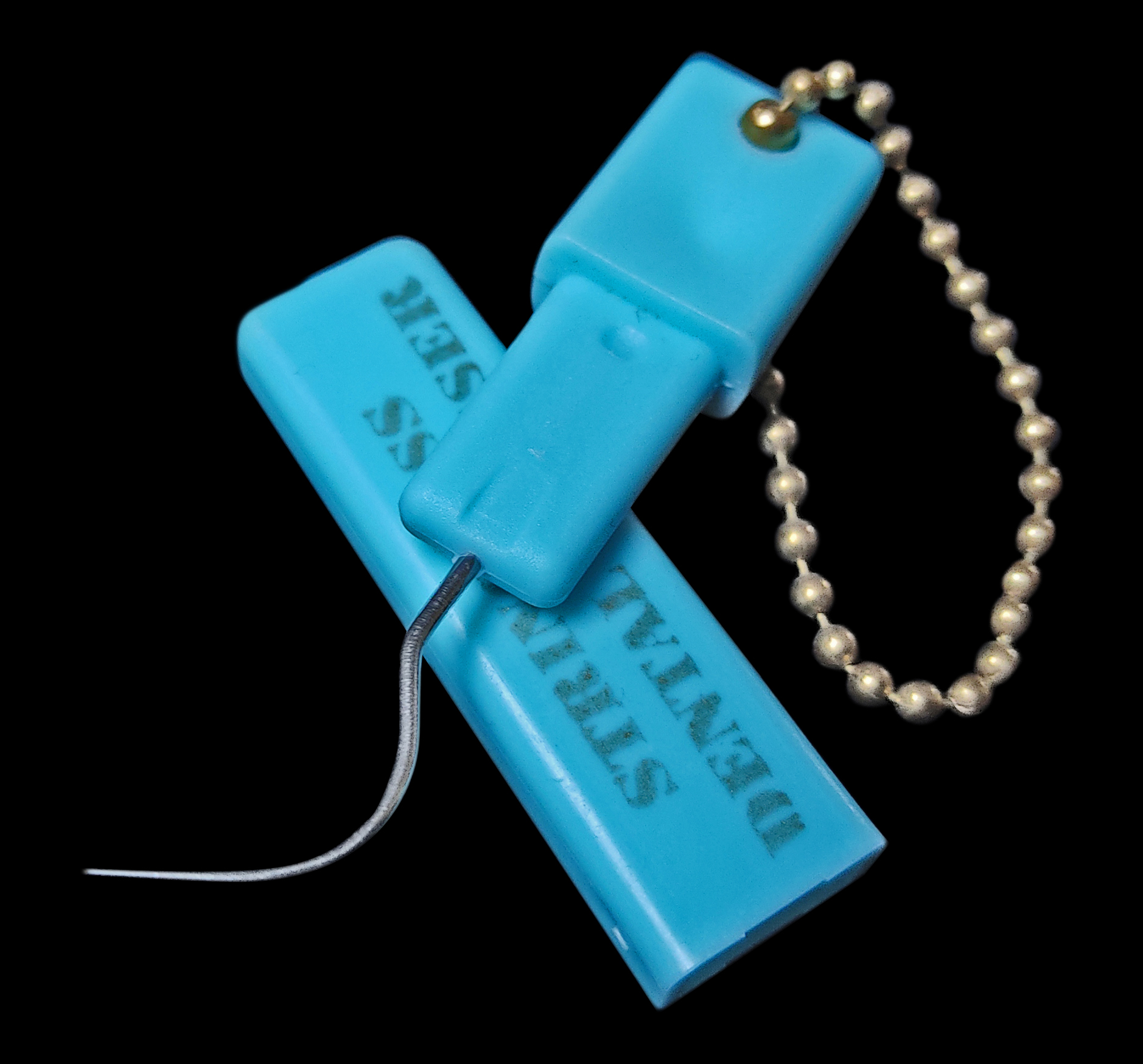
Gebogener Zahnstocher aus Metall (Wiederverwendbar)

Ein Zahnstocher ist ein einfaches Werkzeug, das dazu dient, die Zähne von Speiseresten zu befreien. Der traditionelle Zahnstocher ist dünn, sechs bis sieben Zentimeter lang und besteht üblicherweise aus Holz. Ein Ende oder zwei Enden sind angespitzt, um mit ihnen leicht in die Zahnzwischenräume zu gelangen. Modernere Zahnstocher (Interdental-Sticks) sind meist aus Kunststoff.
Im Laufe der Geschichte wurden Zahnstocher jedoch auch aus Grashalmen bzw. Strohhalmen, aus den Schnurrhaaren von Walrossen, aus Elfenbein, verschiedenen Metallen sowie den Federn von Hühner- und Entenvögeln hergestellt. Holz war das gebräuchlichste Material. Bis zur Erfindung eines industriellen Produktionsprozess in der zweiten Hälfte des 19. Jahrhunderts wurden Zahnstocher meistens aus Holzspänen geschnitzt. Die aus dem Holz von Orangenbäumen geschnitzten portugiesischen Palitos de Coimbra wurden noch bis in die 1970er Jahre mit der Hand hergestellt. Die 15 bis 25 Zentimeter langen Zahnstocher waren besonders in Brasilien und Argentinien populär.

## Verwendung in der Öffentlichkeit
Inwieweit ein Zahnstocher in der Öffentlichkeit zur Reinigung verwendet werden darf, unterlag im Laufe der Geschichte mehrfach Wandlungen. Lange Zeit war es generell verpönt, ihn offen zu verwenden, und es gibt eine Vielzahl von Reiseberichten, in denen der offenere Umgang mit diesem Behelfsmittel in einem anderen Kulturkreis als Besonderheit hervorgehoben und kritisiert wird. In Mitteleuropa war es über mehrere Jahrzehnte üblich, den Zahnstocher bei Tisch hinter vorgehaltener hohler Hand zu verwenden. Heute wird vom Gebrauch von Zahnstochern bei Tisch mit Rücksicht auf das ästhetische Empfinden anderer abgeraten.

## Geschichte

### Frühgeschichtliche Zeit
Der Zahnstocher gehört zu jenen Werkzeugen, die bereits frühe Verwandte des anatomisch modernen Menschen (Homo sapiens) benutzt haben; als früheste Belege gelten Spuren an den Zähnen von Homo habilis, die auf ein Alter von 1,84 Millionen Jahre datiert wurden. Der Zahnstocher ist vermutlich das älteste Instrument zur Zahnreinigung und wurde – ähnlich wie das Rad – von einer Reihe von Kulturen unabhängig voneinander entwickelt. Bereits 1911 hatte ein französischer Anthropologe an Neandertaler-Zähnen Kerben festgestellt, die er auf einen exzessiven Gebrauch von primitiven Zahnstochern zurückführte. Ähnliche Kerben stellte man in den Folgejahren unter anderem auch bei Überresten von australischen Aborigines, indigenen Völkern Nordamerikas und Ägyptern des Alten Reiches fest. In der Wissenschaft wurde allgemein jedoch bezweifelt, dass der Gebrauch von Holz oder Knochen zu solchen auffälligen Kerben im Zahnschmelz führen könne. Für wahrscheinlicher hielt man es, dass die Bearbeitung von Tiersehnen zu solchen Spuren führen könne. Erst zu Beginn des 21. Jahrhunderts konnte die Anthropologin und Paläontologin Leslea Hlusko nachweisen, dass solche Kerben entstehen, wenn Grashalme zur Zahnreinigung verwendet werden. In Experimenten stellte sie fest, dass durch den hohen Kieselsäuregehalt in Grashalmen menschliche Zähne solche Spuren aufweisen, wenn sie über drei bis acht Stunden mit Grashalmen gereinigt wurden.
Das älteste gefundene Kosmetikset, von dem man glaubt, dass es auch einen Zahnstocher enthält, ist ein kleines Set an Instrumenten, das aus der Zeit von etwa 3.500 v. Chr. stammt. Es wurde bei den Ausgrabungen eines alten Königsgrabes in der mesopotamischen Stadt Ur gefunden, die im heutigen Irak liegt. Die aus Gold gearbeiteten Instrumente waren an einem Silberring befestigt und wurden in einem konischen Goldgefäß aufbewahrt. Ähnliche, aber jüngere, Funde liegen aus Europa und dem Fernen Osten vor und belegen, dass Zahnstocher bereits im frühgeschichtlichen China und Japan in Gebrauch waren. Nicht alle waren aus Gold hergestellt. Verwendet wurde auch Silber, Kupfer und Bronze.

### Antike
Im antiken Griechenland war der Gebrauch von kleinen Holzspänen so gebräuchlich, dass die Griechen gelegentlich als Zahnstocherkauer bezeichnet wurden. Griechen und Römer kannten ebenfalls Zahnstocher aus haltbareren Materialien wie Metall und Knochen. Ähnlich wie bei dem in Ur ausgegrabenen Toilettenset waren auch hier verschiedene Geräte zur Körperpflege an einem Ring befestigt; so neben dem Zahnstocher auch ein Ohrreiniger und ein Zungenkratzer. Manche Toilettensets wiesen außerdem auch einen Fingernagelreiniger oder mehrere unterschiedlich geformte Zahnstocher auf, um unterschiedliche Mundpartien erreichen zu können.
Sowohl Plinius der Ältere als auch Plinius der Jüngere, Martial und Petriniuserwähnen Zahnstocher. Plinius der Ältere empfiehlt, einen schmerzenden Zahn mit dem längsten Zahn eines Hundes zu reinigen. Bekannter aber ist die Stelle in den Epigrammen des Martials, der über eitle Schönlinge spottet:

„Der da unten auf dem Mittellager liegt, die ölige Glatze von drei Strähnen durchzogen und sich mit Mastixholz im weiten Maule stochert, lügt: Er hat ja gar keine Zähne!“

„Besser wäre Buchsbaumkholz;doch fehlt die hölzerne Spitze, kannst mit dem Federkiel du stochern die Zähne dir auch.“

### Mittelalter
Das Christogramm (die Anfangsbuchstaben ‚χ‘ und ‚ρ‘ für „Christus“) auf einem Zahnstocher des spätrömischen Kaiseraugster Silberschatzes belegt den Wohlstand und den christlichen Glauben des Besitzers.
Der mittelalterliche Sachsenspiegel führte den Zahnstocher ausdrücklich als Teil der Erbgegenstände der Frau auf.
Erasmus von Rotterdam (1469–1536) wies in seinem Benimmbuch darauf hin, Zahnstocher zu gebrauchen, gehöre zu den „feinen Manieren der Knaben“.
Im 17. Jahrhundert gab es Zahnstocher als Luxusgegenstände bzw. als Schmuckstücke. Sie waren aus edlem Metall geformt und mit kostbaren Steinen besetzt, häufig kunstvoll ziseliert und emailliert. Es gibt Porträts, auf denen Edelleute einen Zahnstocher an einer Kette um den Hals tragen, angefertigt von Silberschmieden aus edlen Metallen oder aus Elfenbein. Auch kamen kostbare Zahnstocherbehälter auf.

### Neuzeit
Im 18. Jahrhundert wurde die Nutzung von Zahnstochern in der Erstausgabe des Knigge geboten. Eine der größten Zahnstochersammlungen hatte der deutsch-US-amerikanische Zahnarzt Hans Joseph Sachs (1881–1974) zusammengetragen. Sie befindet sich heute im Forschungsinstitut für Geschichte der Zahnheilkunde in Köln.